# Hades

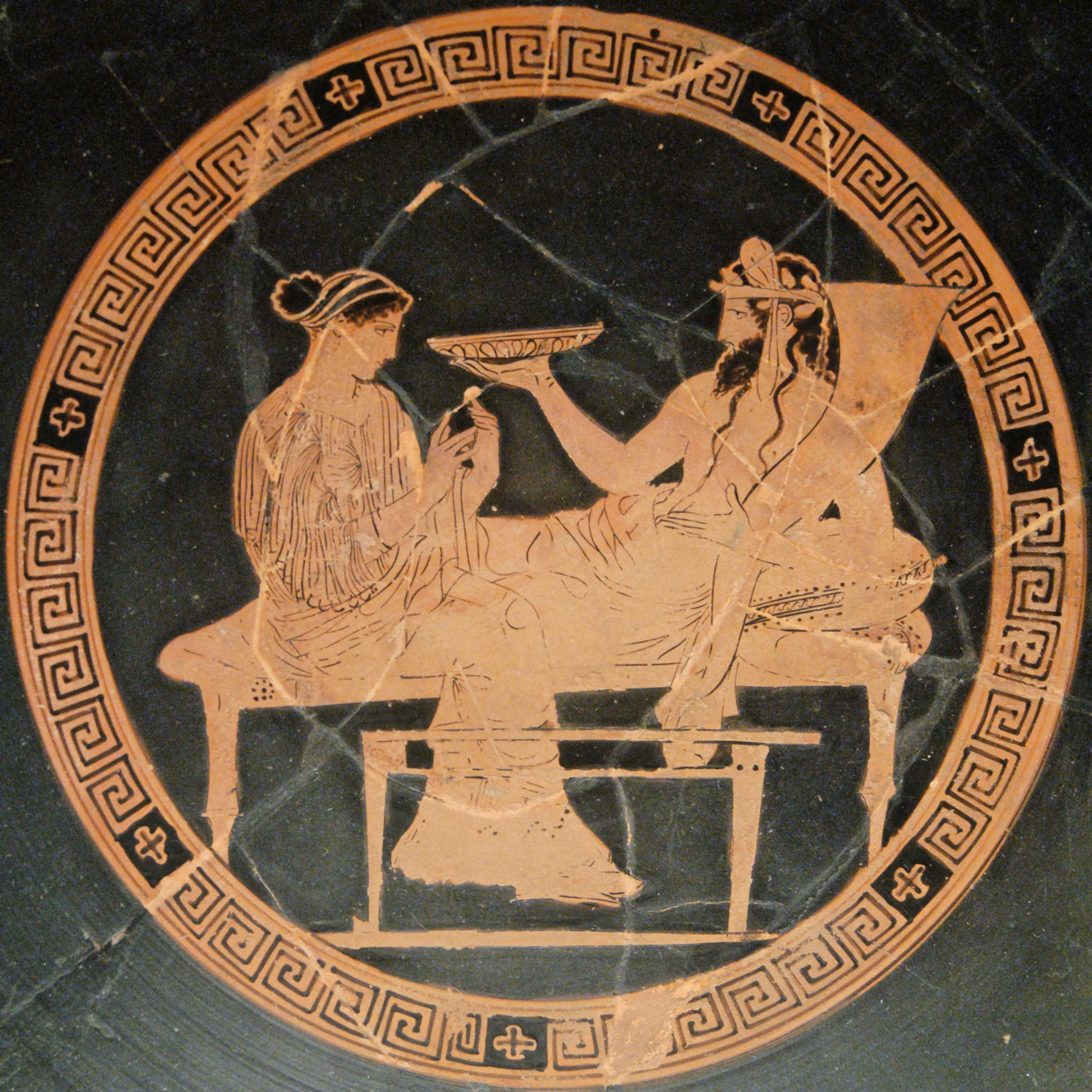
Hades en Persephone

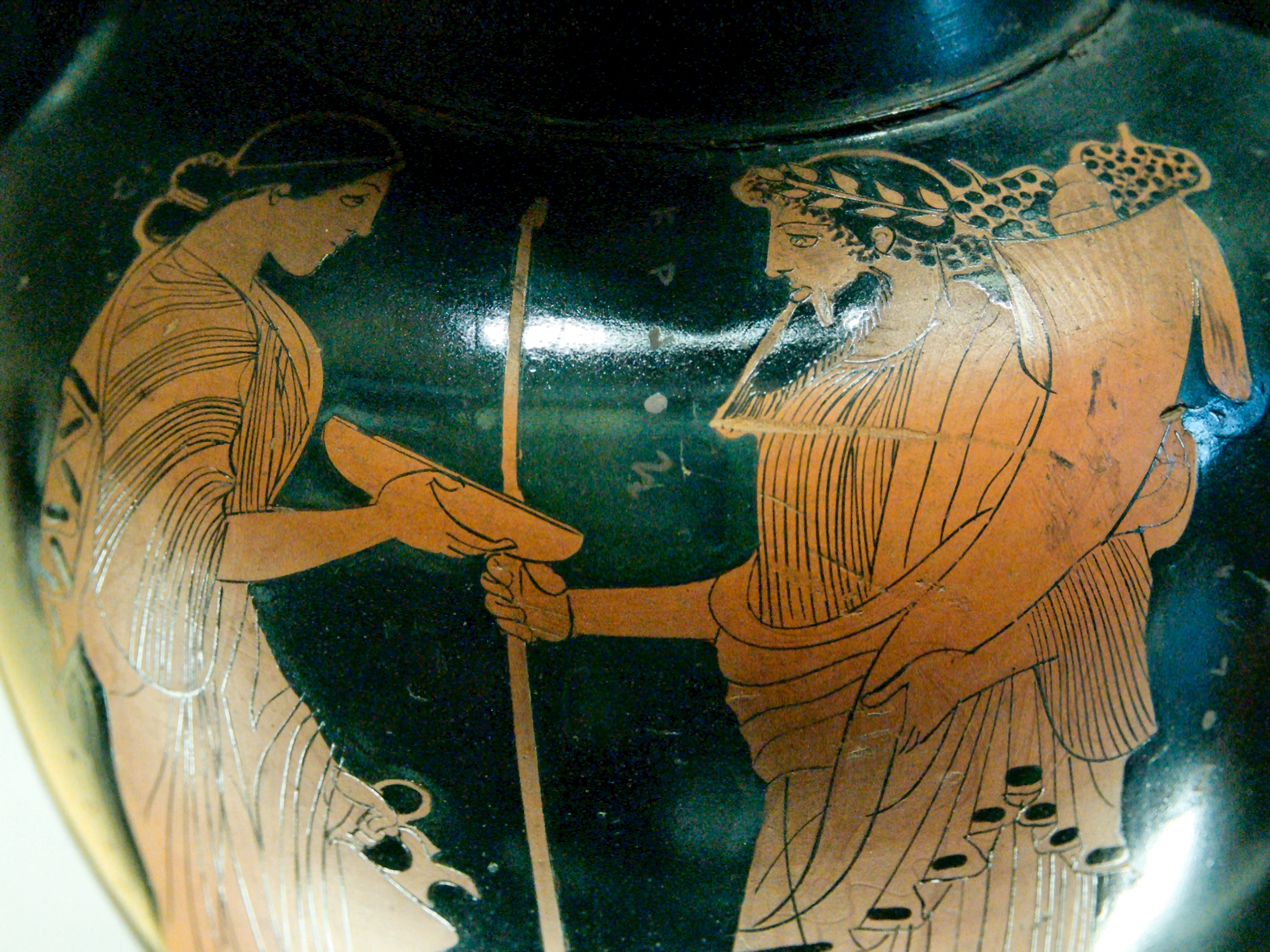
Hades en Persephone

Hades (Oudgrieks: ᾍδης), ook Haides (Ἅιδης), Plouton (Πλούτων), Plouteus (Πλουτεύς) of Pluto, Orcus, Dis Pater (Latijn) is een figuur uit de Griekse mythologie. Hij is de god van de onderwereld of het schimmenrijk en heerser over de doden. Tevens is hij de god van de rijkdom en de kostbare metalen. Hades is een zoon van Kronos en Rhea en de echtgenoot van Persephone.

## Figuur (god)
Hades is een broer van Zeus, Poseidon, Hera, Hestia en Demeter. Bij de verdeling van de macht en wereld tussen Zeus, Poseidon en hemzelf viel hem het onderaardse dodenrijk ten deel en daarmee werd hij de derde wereldheerser. Hades viel hetzelfde lot ten deel als zijn broers en zusters (op Zeus na): hij werd opgegeten door zijn vader Kronos en later weer uitgespuugd. Tevens nam hij deel aan de Titanenstrijd aan de zijde van Zeus. Hij staat aan niemand toe terug te keren naar het rijk der levenden. Verscheidene demonen en geesten zijn in zijn dienst, zoals Charon de veerman die met zijn boot de zielen van overledenen de rivier de Styx overzet tegen betaling van een obool (een geldstuk dat voor dit doel in de mond van de overledene werd gelegd).
De attributen van Hades zijn de tweetand en Cerberus, de monsterlijke driekoppige hond die de toegang naar de Onderwereld bewaakt. Verder heeft Hades ook weleens een zak met geld bij zich, omdat hij ook weleens geëerd werd als god van de rijkdom. Dat is ook af te leiden van zijn naam: Plouton/Pluto (πλοῦτος "rijkdom"). Ook heeft Hades een helm gekregen van de cyclopen die hem onzichtbaar kan maken.
Hades hield van Persephone, dochter van de godin Demeter, en ontvoerde haar. Van de helden daalden Heracles, Orpheus, Odysseus, Pirithoüs en Theseus in de onderwereld af terwijl zij nog leefden, een reis die bekend staat als "katabasis". Homerus beschrijft het duistere rijk en de neerslachtigheid die er heerst.
Hades heeft ook de bijnaam "Nil miserans" (meedogenloos, onbarmhartig, geen medelijden kennend) gekregen door Horatius, toch had de god van de onderwereld ooit medelijden gehad met Orpheus, en zijn vrouw Eurydice.

## Onderwereld
Met Hades wordt ook wel de onderwereld bedoeld, zowel in de Romeinse mythologie als in de Griekse mythologie.
De onderwereld had als gruwelijkste gedeelte Tartaros, hier werden de schimmen of geesten van de doden naartoe gestuurd als ze slecht geleefd hadden. Voorbeelden hiervan zijn Sisyphos en Tantalus, die toen ze stierven, voor eeuwig kwellingen moesten doorstaan.
Een lieflijker gedeelte van de onderwereld was het Elysion. Dit was de plek waar iedereen die een goed leven geleid had van vrijheid en vrede kon genieten. Volgens de verhalen komt Aeneas hier zijn vader Anchises tegen.
Het derde en laatste gedeelte van de onderwereld was een plek zonder hoop of vrees. Hier werden allen heen gestuurd die een normaal doorsnee leven hadden geleid, noch goed, noch slecht. Deze plek werd de Affodil of de velden van de Affodil genoemd, vernoemd naar een eetbare plant die erg neutraal van smaak is. Wie hier terechtkwam, mocht als vleermuis voor de rest van de eeuwigheid rondvliegen en rondlopen.